# آلهاما د مورسیا
 آلهاما د مورسیا (به اسپانیایی: Alhama de Murcia) یکی از شهرداری‌های کومارکای شرقی و در بخش خودمختار مورسیا در کشور اسپانیا قرار دارد. تا سال ۲۰۱۰ مساحت این شهرداری ۳۱۱ کیلومتر مربع و جمعیت آن ۲۰۲۶۹ تَن می‌باشد.